# República Socialista de Montenegro
La República Socialista de Montenegro (en serbocroat: Socijalistička republika Crna Gora, transcrit en ciríl·lic: Социјалистичка република Црна Гора) fou un estat socialista constitutiu de la República Federal Socialista de Iugoslàvia. És un predecessor de la moderna Montenegro. Inicialment s'anomenava República Popular de Montenegro (en serbocroat: Narodna Republika Crna Gora), però el 7 de juliol de 1963 va adoptar el nou nom.
Titograd n'era la capital.

## Origen
El 29 de novembre de 1945, l'Assemblea Constituent Iugoslava va celebrar una sessió en què es va decidir que Iugoslàvia estaria composta per sis repúbliques: Eslovènia, Croàcia, Bòsnia i Hercegovina, Montenegro, Sèrbia i Macedònia. Al cap de poc temps, el Partit Comunista va començar a perseguir els que es va oposar al sistema de partit únic comunista. El 30 de gener de 1946, l'Assemblea Constituent va aprovar la Constitució de la República Popular Federativa de Iugoslàvia.

## Final
Després de la dissolució de la República Federal Socialista de Iugoslàvia s'integrà com a República Autònoma de Montenegro dins la República Federal de Iugoslàvia.